# Burdaspal
Burdaspal es un despoblado español del municipio de Burgui, perteneciente a la Comunidad Foral de Navarra.

## Historia
Hacia mediados del siglo XIX, el lugar aparecía referido como casa y término señorial perteneciente a Burgui. Aparece descrito en el cuarto volumen del Diccionario geográfico-estadístico-histórico de España y sus posesiones de Ultramar de Pascual Madoz con las siguientes palabras:

BURDASPAL: casa y térm. señorial en la prov. de Navarra, part. jud. de Aoiz, jurisd. de Burgui. (V.)
(Madoz, 1846, p. 501)